# Leukopenia
Leukopenia, leukocytopenia – stan hematologiczny objawiający się obniżeniem liczby leukocytów we krwi obwodowej (norma 4000-10000/mm³ krwi). Najcięższą odmianą leukopenii jest agranulocytoza.
Może być spowodowana przez różne czynniki m.in. choroby nowotworowe krwi (np. białaczkę), nieprawidłowy rozwój linii komórkowej w szpiku czerwonym, czy też przez niektóre leki. Wśród chorób potencjalnie mogących być przyczyną leukopenii należy wymienić: przewlekłe choroby krwi i szpiku kostnego (w tym białaczki), ostre i przewlekłe zatrucia substancjami organicznymi (np. rozpuszczalniki, farby olejne, benzen), choroby powodujące powiększenie śledziony (np. nadciśnienie wrotne, przewlekłe choroby wątroby), ciężkie przewlekłe niedożywienie lub ciężki przewlekły stres oraz wpływ przewlekle stosowanych leków.